# TGV PBA
TGV PBA — Французский высокоскоростной поезд, предназначенный для международных рейсов. Производился поезд по заказу компании Thalys для обслуживания маршрута Париж-Брюссель-Амстердам. По состоянию на 19 января 2012 эксплуатируется 9 таких поездов. Максимальная скорость, которую может развить поезд составляет 300 км/ч.
Отличительной чертой поезда является его окраска, выполненная в красных и серых тонах.